# Universidade Normal do Leste da China
A East China Normal University (chinês simplificado: 华东师范大学; chinês tradicional: 華東師範大學; pinyin: Huádōng Shīfàn Dàxué), conhecida como ECNU, é uma universidade localizada em Xangai, na China. É considerada uma das mais prestigiadas universidades na China.
ECNU qualificou-se para a primeira rodada das competições em seus esforços para entrar no Projeto 211, um programa de desenvolvimento acadêmico lançado pelo Ministério da Educação em 1996. 